# Lennik
Lennik est une commune néerlandophone de Belgique, située en Région flamande dans la province du Brabant flamand. Elle est aussi le siège du canton judiciaire de Lennik.
Elle est née de la fusion en 1977 des anciennes communes de Gaesbeek, de Lennik-Saint-Quentin et de Lennik-Saint-Martin .

## Héraldique
|  | La commune possède des armoiries qui lui ont été octroyées le 6 juin 1989. Elles sont identiques à celles de Lennik-Saint-Quentin et sont prolongées par la nouvelle municipalité de Lennik présentées d'une façon plus allégées sans support. Les armoiries de Lennik-Saint-Quentin lui avaient été octroyées le 23 mars 1948. Ce sont celles de Corneille de Man, seigneur de Lennik-Saint-Quentin et Lennik-Saint-Martin à la fin du XVIIe siècle. La famille De Man possédait ces armoiries jusqu'à la fin du XVIIIe siècle. Ces armoiries apparaissent également sur le sceau du conseil communal de 1755. Blasonnement : (Armes de Lennik-Saint Quentin et de Lennik, avec ornements extérieurs, conformément à la page Heraldry of the World) D'argent au chevron de gueules accompagné de trois têtes de Maure de sable tortillées du second. L'écu sommé d'un heaume d'argent, couronné, grillagé, colleté et bordé d'or, lié et doublé de gueules, aux lambrequins d'argent et de sable; issant de la couronne un lion de sable armé et lampassé de gueules. Supports : deux léopards lionnés d'or armés et lampassés de gueules, tenant chacun une bannière, celle de dextre d'argent au chevron de gueules accompagné de trois têtes de Maure contournées de sable tortillées du second; et celle de senestre écartelée d'argent à trois macles de sable et au chef de gueules, et d'argent au lion de sable armé et lampassé de gueules. - Délibération communale : 13 mars 1989 - Arrêté de l'exécutif de la communauté : 6 juin 1989 - Moniteur belge : 8 novembre 1989 Source du blasonnement : Heraldy of the World. |

## Géographie

### Situation
Elle est située au centre d'une région nommée le Payottenland ou Pajottenland conçue par Franciscus-Josephus De Gronckel (1816 – 1871), avocat, auteur de récits folkloriques et homme politique. 

### Sections de la commune
| # | Section                                     | Superf. (km²) | Habitants (2020) | Habitants par km² | Code INS |
| - | ------------------------------------------- | ------------- | ---------------- | ----------------- | -------- |
| 1 | Lennik-Saint-Quentin (Sint-Kwintens-Lennik) | 15,85         | 5.931            | 374               | 23104A   |
| 2 | Lennik-Saint-Martin (Sint-Martens-Lennik)   | 11,63         | 2.874            | 247               | 23104B   |
| 3 | Gaesbeek (Gaasbeek)                         | 3,64          | 289              | 79                | 23104C   |

### Localités
- Sint-Kwintens-Lennik: Eizeringen, avec les hameaux de Tuitenberg, Ten Nelleken et Hunsel.

### Communes limitrophes
| Roosdaal | Roosdaal | Ternat             |
| Gooik    | Lennik   | Leeuw-Saint-Pierre |
| Gooik    | Gooik    | Leeuw-Saint-Pierre |

## Démographie

### Démographie: commune fusionnée
En tenant compte des anciennes communes entraînées dans la fusion de communes de 1977, on peut dresser l'évolution suivante :
Les chiffres des années 1831 à 1970 tiennent compte des chiffres des anciennes communes fusionnées.
- Source : DGS, de 1831 à 1981 = recensements population ; à partir de 1990 = nombre d'habitants chaque 1er janvier.[5]

## Histoire

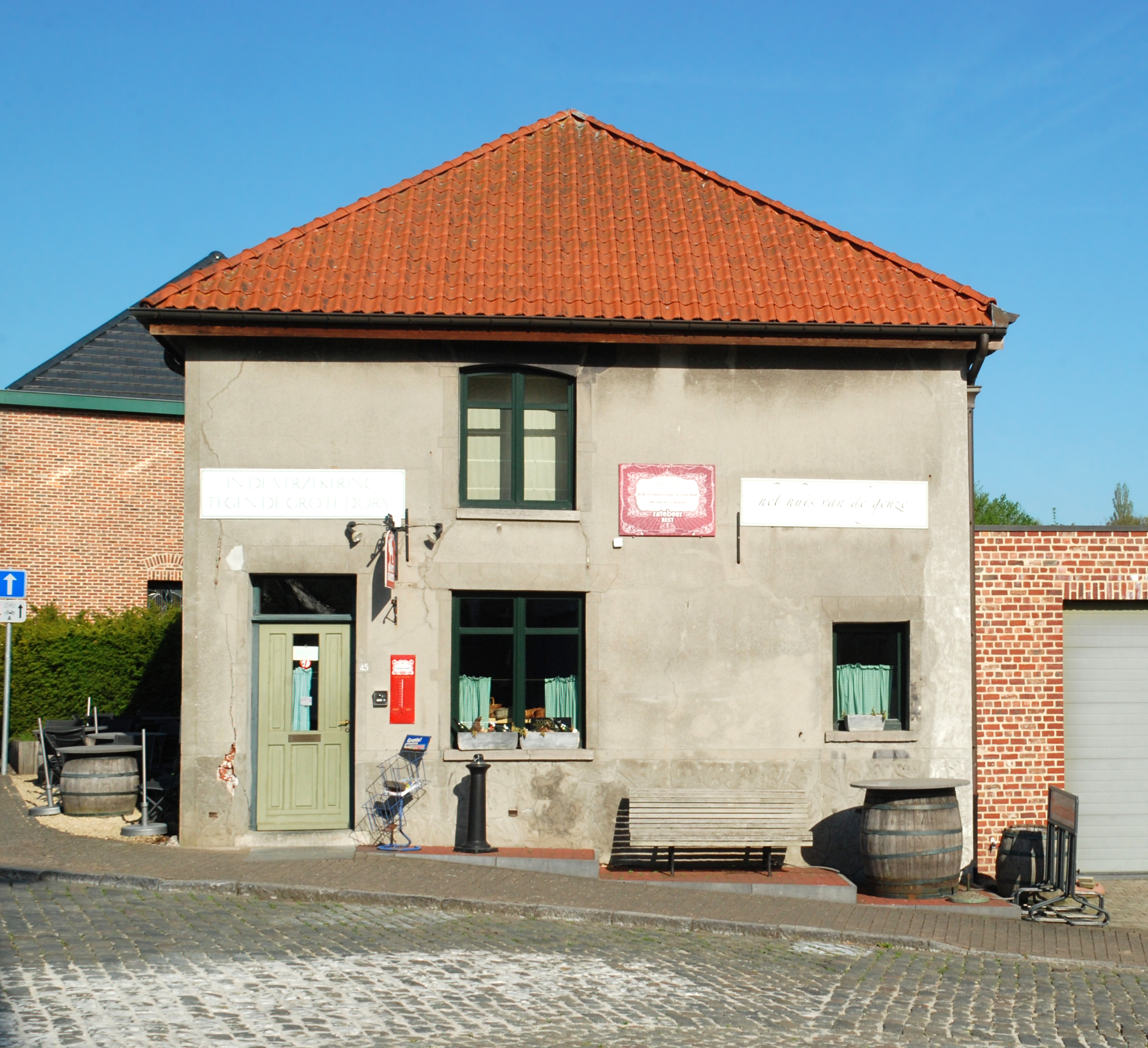
La façade du café In de Verzekering tegen de Grote Dorst, élu en 2015, 2018 et 2019 meilleure destination au monde pour boire une bière par les utilisateurs du site web RateBeer.

## Personnalités
Léopold De Koninck : lieutenant-général dans l'armée belge et commandant en chef de la Force publique au Congo belge.

## Patrimoine
- In de Verzekering tegen de Grote Dorst : café élu en 2015, 2018 et 2019 comme meilleure destination au monde pour boire une bière

## Politique et administration

### Jumelages
La commune de Lennik est jumelée avec les villes suivantes :
- Arconate (Italie) depuis 1988
- Abcoude (Pays-Bas) depuis 2000